# Air-Cobot

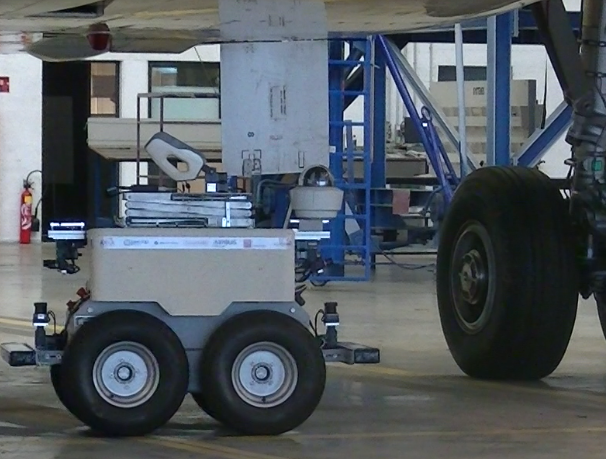
Air-Cobot in funzione sotto un Airbus A320 del Air France Industries.

Air-Cobot, Aircraft Inspection enhanced by smaRt & Collaborative rOBOT, è un progetto di ricerca e sviluppo francese di un robot mobile di collaborazione in grado di ispezionare gli aeromobili durante le operazioni di manutenzione. Guidata da Akka Technologies, questo progetto più partner coinvolge i laboratori di ricerca e l'industria. La ricerca intorno a questo prototipo è stato sviluppato in tre ambiti: navigazione autonoma, controlli non distruttivi e la collaborazione uomo-robot.
Air-Cobot viene presentato come il primo robot rotante per l'ispezione visiva degli aerei. In passato erano già stati previsti robot di ispezione che utilizzavano altri tipi di sensori, come quello del progetto europeo Robair. Dopo il lancio del progetto, hanno iniziato a emergere altre soluzioni basate sulla visione, come il drone utilizzato dalla compagnia aerea britannica EasyJet, lo sciame di droni della start-up Donecle di Tolosa e il progetto Aircam del produttore di aerei Airbus.
Dal suo lancio nel 2013, il robot Air-Cobot è stato progettato per ispezionare le parti inferiori dell'aereo. Con il proseguire del progetto, si prevede di accoppiarlo con un drone per ispezionare le parti superiori. Nell'ottobre 2016, Airbus Group ha annunciato l'avvio del programma di ricerca Hangar of the Future a Singapore. I robot dei progetti Air-Cobot e Aircam sono inclusi per analizzare le condizioni degli aerei.

## Descrizione del progetto

### Obiettivi
Lanciato nel gennaio 2013 e con un budget di oltre un milione di euro, Air-Cobot mira a sviluppare un robot mobile, autonomo nei movimenti e in grado di eseguire l'ispezione di un aeromobile con sensori non distruttivi durante il preflight o durante le operazioni di manutenzione in un hangar.

### Finanza di progetto
Il finanziamento del progetto è fornito dalla Banque publique d'investissement, dal Consiglio regionale dell'Aquitania, dal Consiglio dipartimentale dei Pyrénées-Atlantiques, dal Consiglio regionale del Midi-Pyrénées e dall'Unione europea.

### Benefici attesi
Gli aeromobili vengono ispezionati durante le operazioni di manutenzione, sia all'aperto in un aeroporto tra un volo e l'altro, sia in un hangar per le ispezioni di lunga durata. Queste ispezioni sono condotte principalmente da operatori umani, a vista e talvolta utilizzando strumenti per valutare i difetti. Il progetto mira a migliorare le ispezioni degli aeromobili e la tracciabilità. Un database dedicato a ciascun tipo di velivolo, contenente immagini e scansioni tridimensionali, sarà aggiornato dopo ogni manutenzione. Ciò consente, ad esempio, di valutare la propagazione di una cricca.
Gli occhi dell'operatore umano si affaticano con il tempo, mentre una soluzione automatica garantisce l'affidabilità e la ripetibilità delle ispezioni. La riduzione dei tempi di ispezione è uno dei principali obiettivi dei costruttori di aeromobili e delle compagnie aeree. Se le operazioni di manutenzione sono più rapide, si ottimizza la disponibilità degli aeromobili e si riducono i costi operativi della manutenzione.

## Attrezzatura robotica

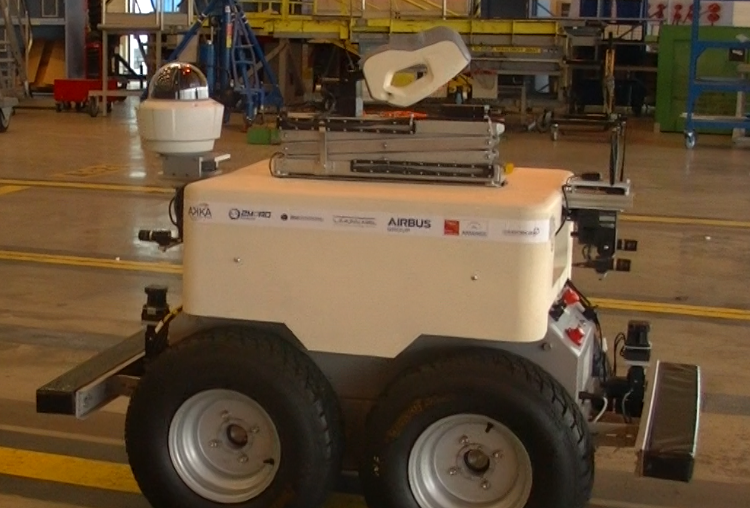
Air-Cobot a Air France Industries.

Tutte le apparecchiature elettroniche sono trasportate dalla piattaforma mobile 4MOB di Sterela. Questa piattaforma fuoristrada ha quattro ruote motrici e può viaggiare a una velocità di 2 metri al secondo (7,2 chilometri all'ora). Le sue batterie agli ioni di litio garantiscono un'autonomia di otto ore. Due paraurti sono posizionati nella parte anteriore e posteriore. Questi sistemi di sicurezza sono paraurti di rilevamento degli ostacoli che arrestano la piattaforma in caso di compressione.
Il cobot pesa complessivamente 230 chilogrammi. È dotato di due computer, uno con sistema operativo Linux per il modulo di navigazione autonoma e l'altro con sistema operativo Windows per il modulo di controllo non distruttivo. Il robot è dotato di diversi sensori. Per l'ispezione vengono utilizzati la telecamera pan tilt zoom prodotta da Axis Communications e lo scanner tridimensionale di tipo Eva prodotto da Artec 3D. I sensori utilizzati per la navigazione sono un'unità inerziale, due banchi stereo, ciascuno dotato di due telecamere PointGrey, due sensori di scansione laser Hokuyo e un box GPS. Quest'ultimo dispositivo, sviluppato da M3 Systems, è utilizzato per la georeferenziazione in ambienti esterni.

## Navigazione autonoma
La navigazione autonoma del robot Air-Cobot avviene in due fasi. La prima, la navigazione in aeroporto o in fabbrica, porta il robot vicino all'aereo da ispezionare. La seconda, la navigazione intorno all'aereo, consente al robot di posizionarsi nei punti di ispezione riferiti al quadro di riferimento dell'aereo. Inoltre, il robot deve inserirsi in un ambiente dinamico in cui si muovono persone e veicoli. Per affrontare questa sfida, il robot è dotato di un modulo per l'evitamento degli ostacoli. Numerosi algoritmi di navigazione vengono eseguiti continuamente sul robot, con vincoli in tempo reale. Sono quindi in corso ricerche per ottimizzare il tempo di calcolo.

## Collaborazione uomo-robot
Come suggerisce il nome del progetto, il robot mobile è un cobot: un robot collaborativo. Durante le fasi di navigazione e ispezione, è accompagnato da un operatore umano che può sostituirlo se necessario, aggiungere compiti di ispezione se nota un difetto non presente nell'elenco dei compiti del robot o convalidare i risultati. In caso di ispezione pre-volo, la diagnosi del tour del velivolo viene inviata al pilota, che può decidere o meno di decollare.